# Riera de Madrona
La Riera de Madrona és un corrent fluvial afluent per l'esquerra del Segre que transcorre pràcticament en la totalitat del seu curs per la comarca del Solsonès. De direcció predominant cap a ponent, el seu curs té una longitud de 22 km. fins al punt on desguassa al pantà de Rialb quan aquest es troba totalment ple i de 25,6 km. fins a la seva confluència amb el Segre.
Neix a 893 msnm al vessant nord-oest del Torregassa, al poble de Clarà (municipi de Castellar de la Ribera). De direcció global cap a l'oest, al llarg del seu curs rep les següents denominacions:
- Sargueres de l'Alcerà, fins a la seva confluència amb la Rasa de la Casanova.
- Rasa del Pujol, fins a la seva confluència amb la Rasa de Vilaginés.
- Barranc de Pinell o Riera de Pinell, fins a la confluència amb el Barranc de Sant Tirs.

## Territoris que travessa
Des del seu naixement, la Riera de Madrona travessa successivament els següents municipis i comarques:

## Xarxa hidrogràfica
La xarxa hidrogràfica de la Riera de Madrona està constituïda per 403 corrents fluvials que sumen una longitud total de 265,5 km.

### Afluents destacables
La Riera de Madrona rep un total de 71 afluents directes. D'entre aquests cal destacar-ne els següents

### Distribució municipal
El conjunt de la xarxa hidrogràfica de la Riera de Madrona transcorre pels següents termes municipals: